# فرانكو بيريز (لاعب كرة قدم)
فرانكو بيريز (بالإسبانية: Franco Pérez)‏ هو لاعب كرة قدم أرجنتيني، ولد في 4 نوفمبر 1998 في نيكوتشيا في الأرجنتين. لعب مع نادي أتليتيكو ألدوسيفي.

## وصلات خارجية
- فرانكو بيريز (لاعب كرة قدم) على موقع قاعدة بيانات كرة القدم.إي يو (الإنجليزية)
- فرانكو بيريز (لاعب كرة قدم) على موقع Soccerway.com (الإنجليزية)